# Джуліо Тононі
Джуліо Тононі — нейробіолог і психіатр, який займає кафедру Девіда П. Вайта з медицини сну, а також кафедру вивчення свідомості в Університеті Вісконсіна. Найбільше він відомий завдяки своїй Теорії інтегрованої інформації (ТІІ), яку він запропонував у 2004 році; для її позначення використовується символ Φ (фі).

## Біографія
Тононі народився в Тренто, Італія, здобув ступінь доктора психіатрії та доктора філософії з нейробіології в школі перспективних досліджень імені Святої Анни в Пізі, Італія.
Він є визнаним фахівцем по сну, зокрема по генетиці та етіології сну. Тононі разом з іншими дослідниками започаткували декілька додаткових підходів до вивчення сну:
- геноміку
- протеоміку
- моделі фруктових мух
- моделі гризунів, що використовують об'єднані/локальні записи потенційного поля поведінки тварин
- вольтамперометрія та мікроскопія наживо (in vivo)
- записи ЕЕГ високої щільності та транскраніальна магнітна стимуляція (ТМС) у людей
- масштабовані комп'ютерні моделі сну та пробудження

Наслідком цих досліджень стала вичерпна гіпотеза щодо функції сну (запропонована разом з дослідником сну К'ярою Чиреллі) — гіпотеза синаптичного гомеостазу. Згідно з нею, неспання призводить до загального збільшення синаптичної сили, і сон є необхідним для відновлення синаптичного гомеостазу. Ця гіпотеза важлива для розуміння наслідків недосипання та для розробки нових діагностичних та терапевтичних підходів до розладів сну та нервово-психічних розладів.
Тононі є лідером у галузі досліджень свідомості і є співавтором книги на цю тему з лауреатом Нобелівської премії Джеральдом Едельманом.
Також він розробив теорію інтегрованої інформації (ТІІ) — наукову теорію про те, що таке свідомість, як її можна виміряти, як вона співвідноситься зі станами мозку і чому свідомість згасає, коли ми впадаємо в сон без сновидінь, і повертається, коли ми мріємо. Теорія перевіряється за допомогою нейровізуалізації, транскраніальної магнітної стимуляції (TMS) та комп'ютерних моделей. Його колега Крістоф Кох описав його роботу, як «єдину справді перспективну фундаментальну теорію свідомості». Макс Теґмарк охарактеризував її, як «найточнішу на сьогодні теорію свідомості».

## Праці
- Massimini, M.; Tononi, G. (2018). Sizing up Consciousness: Towards an Objective Measure of the Capacity for Experience. Oxford University Press.
- Tononi, G. (2012). PHI: A Voyage from the Brain to the Soul. Pantheon Books. Архів оригіналу за 8 квітня 2015. Процитовано 11 грудня 2020.
- Laureys, S.; Tononi, G. (2009). The Neurology of Consciousness: Cognitive Neuroscience and Neuropathology. Academic Press.
- Tononi, G. (2003). Galileo e il fotodiodo. Laterza (Bari).
- Edelman, G.M.; Tononi, G. (2000). A Universe of Consciousness: How Matter Becomes Imagination[en]. Basic Books.
- Sporns, O.; Tononi, G. (1994). Selectionism and the Brain. Academic Press.